# Рівняння Лотки — Вольтерри

Автоколивання численності хижаків (червона крива) та жертв (синя крива)

Рівня́ння Ло́тки — Вольте́рри або рівня́ння хижа́к — же́ртва — система двох звичайних диференціальних рівнянь першого порядку, яка описує кінетику чисельності популяції з одним типом хижаків і одним типом жертв. Характерною особливістю рівннянь є те, що їхнім розв'язком є автоколивання. Рівняння запропонували незалежно Альфред Джеймс Лотка та Віто Вольтерра, в 1925 та 1926 роках, відповідно.
Рівняння мають вигляд
{\displaystyle {\frac {\mathrm {d} x}{\mathrm {d} t}}=x\cdot (\alpha -\beta \cdot y)}
{\displaystyle {\frac {\mathrm {d} y}{\mathrm {d} t}}=-y\cdot (\gamma -\delta \cdot x)}
де {\displaystyle x} — кількість жертв, наприклад, зайців, {\displaystyle y} — кількість хижаків, наприклад, вовків, {\displaystyle \alpha ,\beta ,\gamma ,\delta } — певні параметри.
У рівняння входять такі процеси: розмноження жертв та їхня загибель в результаті поїдання хижаками, розмноження та вимирання хижаків. Вважається, що розмноження хижаків пропорційне кількості їжі, тобто, кількості потенційних жертв у популяції.

## Стаціонарні точки
Система рівнянь має дві стаціонарні точки:
1. {\displaystyle x=0,\quad y=0} — ця точка відповідає відсутності в популяції як жертв, так і хижаків.
2. {\displaystyle x=\gamma /\delta ,\quad y=\alpha /\beta }

Аналіз стійкості стаціонарних точок показує, що перша з них (нульова) є сідловою, а друга — фокусом. Показник Ляпунова для фокуса чисто уявний, тому з лінійного аналізу зробити висновок про стійкість чи нестійкість фокуса неможливо. Однак для рівнянь Лотка-Вольтерра існує інтеграл руху, який показує, що фазові траєкторії — замкнуті криві, всередині яких знаходиться фокус.

## Інтеграл руху

Фазові траєкторії

Для розв'язків рівняння Лотки-Вольтерра існує інтеграл руху
{\displaystyle y^{\alpha }e^{-\beta y}\,x^{\gamma }e^{-\delta x}={\text{const}}.}
Типові фазові траєкторії показані на малюнку праворуч. При значному розмноженні жертв створюються умови для розмноження хижаків завдяки доступності їжі. Але розмноження хижаків призводить до зменшення числа жертв. Коли число жертв сильно падає, хижаки теж гинуть через недостатню кількість їжі. Тільки тоді, коли кількість хижаків досягає мінімуму, популяція жертв знову починає зростати.
Існування інтегралу руху призводить до того, що величини популяцій визначаються початковими умовами. В цій задачі немає граничного циклу, який був би атрактором для фазових траєкторій. Цикли в задачі хижак-жертва мають байдужу стійкість.

## Узагальнена модель Лотки-Вольтерри
Модель Лотки-Вольтерра може бути узагальнена для багатьох популяцій ({\displaystyle N}). Для них ми маємо такі рівняння:
{\displaystyle {\frac {\mathrm {d} x_{i}}{\mathrm {d} t}}=\left(a_{i}-\sum _{j=1}^{N}{b_{ij}\cdot y_{j}}\right)\cdot x_{i}}
{\displaystyle {\frac {\mathrm {d} y_{i}}{\mathrm {d} t}}=\left(\sum _{j=1}^{N}c_{ij}\cdot x_{j}-d_{i}\right)\cdot y_{i}}
де параметри {\displaystyle a_{i},b_{ij},c_{ij},d_{i}} мають такий же сенс як у моделі із двома видами організмів.

## Реалістична модель «хижак-жертва»

На графіку показано зміна чисельності населення жертв і хижаків у часі.

Недолік моделі Лотки — Вольтерри полягає у тому, що при нульовій чисельності хижаків популяція жертв необмежено зростає. Таким чином, у більш реалістичних моделях, що описують це явище, має бути пропускна здатність {\displaystyle K} — максимальна кількість осіб, якої може досягати розмір популяції. Рівняння, що враховує цей чинник[джерело?]:
{\displaystyle {\frac {\mathrm {d} x}{\mathrm {d} t}}=x\cdot \left(r\cdot \left(1-{\frac {x}{K}}\right)-{\frac {k\cdot y}{x+D}}\right)}
{\displaystyle {\frac {\mathrm {d} y}{\mathrm {d} t}}=y\cdot \left(s\cdot \left(1-{\frac {h\cdot y}{x}}\right)\right)}
де {\displaystyle D,h,s} — перебувають у постійній залежності від моделі.

## Рівняння Бейлі
Нехай група складається з {\displaystyle m} однорідно перемішуваних індивідуумів, у якій на момент часу {\displaystyle t} є {\displaystyle u_{1}} сприйнятливих особин, {\displaystyle u_{2}} джерел інфекції та {\displaystyle u_{3}} видалених, тобто ізольованих, померлих або одужавших й ставших несприйнятливими до інфекції індивідуумів. Якщо припустити, що середнє число нових випадків захворювання, які з'являються у інтервалі {\displaystyle dt,} є прямопропорційним {\displaystyle u_{1}u_{2}} і в цей проміжок часу групу покидають {\displaystyle u_{1}u_{2}dt} індивідуумів, то рівняння руху процесу розповсюдження інфекції приймуть вид
{\displaystyle {\begin{matrix}u_{1}'=-\gamma _{12}u_{1}u_{2},\\u_{2}'=-u_{2}(\mu _{2}-\gamma _{12}u_{1}),\\u_{3}'=\mu _{2}u_{2}.\end{matrix}}}
Тут {\displaystyle \gamma _{12}} означає частоту контактів, а {\displaystyle \mu _{2}} - частоту випадків видалення.
Цю модель прийнято називати рівняннями Бейлі. Ця система є частковим випадком системі Лоткі-Вольтерра. 
Розгляньмо тепер математичну модель інфекційного захворювання як конфлікту між імунною системою організму та популяцією збудника хвороби. Імунна система - це дифузний орган, який функціонує у кожному організмі хребетних й забезпечує його генетичну сталість. Імунітет - функція імунної система, яка полягає у розпізнаванні й захисті організму від живих тіл та речовин, які несуть на собі ознаку генетично чужорідної інформації.
Г.І.Марчук запропонував основні характеристики інфекційного захворювання на момент часу {\displaystyle t:}
- концентрація патогенних розмножуваних антигенів {\displaystyle u_{1}(t)};
- концентрація антитіл {\displaystyle u_{2}(t);}
- концентрація плазмоцитів {\displaystyle u_{3}(t);}
- відносна характеристика ураженого органу або частка ураженої частини органу {\displaystyle u_{4}(t)\in [0,1].}

Синергетика антигенів та антитіл носить характер, аналогічний до взаємодії "хижак - жертва". 
Рівняння руху розглядуваного імунного процесу для усіх {\displaystyle t>\tau } можна записати у вигляді
{\displaystyle {\begin{matrix}u_{1}'=(\mu _{11}-\alpha _{12}u_{2})u_{1},\\u_{2}'=-(\mu _{22}+\alpha _{21}u_{1})u_{2}+\mu _{23}u_{3},\\u_{3}'=\mu _{12}u_{1}(t-\tau )u_{2}(t-\tau )\xi (u_{4})-\mu _{33}(\mu _{3}-u_{3}^{*}),\\u_{4}'=(\mu _{41}u_{1}-\mu _{44}u_{4})H(1-u_{4}).\end{matrix}}}
Тут:
{\displaystyle \mu _{11}} - коефіцієнт розмноження антигенів
{\displaystyle \alpha _{12}} - частота контактів, пов'язана із ймовірністю нейтралізації антигену антитілами при зустрічі із ними
{\displaystyle \mu _{22}} - коефіцієнт, зворотно пропорційний часу розпаду антитіл
{\displaystyle \alpha _{21}} - коефіцієнт, який характеризує зменшення числа антитіл у інтервалі часу {\displaystyle dt} за рахунок зв'язку із антигенами
{\displaystyle \mu _{23}} - швидкість виробництва антитіл однією плазмоклітиною
{\displaystyle \mu _{12}} - коефіцієнт стимуляції плазмоцитів, який характеризує ймовірність зустрічі антигенів-антитіл, збудження каскадної реакції й число утворюваних нових клітин
{\displaystyle \tau } - запізнювання, необхідне для формування популяції плазмоклітин з імунної клітини із рецептором {\displaystyle u_{2}} , стимульованої антитілами концентрації {\displaystyle u_{1}}
{\displaystyle \mu _{33}} - коефіцієнт, який дорівнює зворотній величині часу життя плазмоклітин
{\displaystyle \xi (x)} - неперервна й незростаюча на сегменті {\displaystyle 0\leq x\leq 1} функція, яка враховує погіршення загального стану організму, викликаного значним ураженням органу, {\displaystyle \xi (0)=1,\,\,\xi (1)=0}
{\displaystyle u_{3}^{*}} - нормальний рівень імунокомпетентних клітин у здоровому організмі; {\displaystyle u_{3}^{*}=0,} якщо організм є толерантним (несприйнятливим)
{\displaystyle H(x)=1}  при {\displaystyle x\geq 0,\,\,H(x)=0} при {\displaystyle x<0} - функція Хевісайда (функція включення).